# Moresca
La moresca è un'antica danza di origine araba di carattere grottesco in ritmo binario o ternario.
Le sue origini sono incerte: secondo alcuni storici sarebbe stata introdotta in Europa a seguito di contaminazioni spagnole e si diffuse soprattutto nel periodo compreso tra il XV ed il XVI secolo. In Inghilterra si sovrappose ad altri balli preesistenti di tradizione popolare variando il suo nome in Morris Dance.
Secondo altri l'origine di questa danza sarebbe legata alle crociate in quanto simulerebbe la lotta tra cristiani e mori. Infine altri studiosi ritengono che avrebbe origini molto più antiche e sarebbe legata a rituali contadini arcaici, come propiziazione del buon raccolto rappresentata dalla lotta contro gli spiriti maligni.

## Caratteristiche
La danza moresca era eseguita solitamente in forma di pantomima mascherata, allo scopo di rappresentare azioni coreografiche perlopiù di richiamo guerresco, sebbene durante l'epoca rinascimentale fosse considerata come bassa danza di derivazione popolare. Veniva comunque rappresentata nelle corti gentilizie da compagnie di danzatori professionisti o da giullari.
Era una danza collettiva con elementi pantomimici in quanto era formata da due schiere contrapposte armate di spade che mimavano un combattimento al ritmo marziale di uno o più tamburi. Una delle due schiere di danzatori si anneriva il volto e tutti portavano dei campanelli ai polsi e alle caviglie per simulare il rumore delle armi.
Molti musicisti dell'epoca e successivi composero numerose danze in questa forma. Uno degli esempi più conosciuti è infatti di derivazione operistica, ovvero la moresca del finale dell'Orfeo di Claudio Monteverdi.
La moresca è una delle danze dalle origini molto antiche che esistono ancora oggi nella forma di danza tradizionale di alcune regioni italiane: celebre, ad esempio, è la moresca di Contigliano, paese della Sabina.